# Amy Allen
Amy Allen   (1970) és una professora de filosofia i d'estudis de les dones, gènere i sexualitat a la Universitat Estatal de Pennsilvània, on també exerceix com a vicedegana de professorat i promoció acadèmica. Està especialitzada en filosofia continental del segle xx, teoria crítica (especialment l'Escola de Frankfurt), teoria feminista i teoria social i política. Actualment, treballa en un recull d'assajos sobre el marxisme, el colonialisme i el concepte de progrés.

## Trajectòria
Es va llicenciar en filosofia a la Universitat de Miami (Ohio) l'any 1992. Va cursar estudis de postgrau a la Universitat Northwestern (Illinois), on va obtenir el màster en filosofia el 1994 i el doctorat en filosofia el 1996. Es va doctorar amb una tesi sobre les teories feministes del poder, sota la direcció de Nancy Fraser.
L'any 1999, va publicar una versió revisada i ampliada d'aquesta tesi en forma de llibre, amb el títol The Power of Feminist Theory: Domination, Resistance, Solidarity. En aquest llibre, Allen reflexiona entorn del poder, concepte fonamental per a la teoria feminista per poder comprendre, criticar, desafiar, subvertir i, en última instància, enderrocar les múltiples formes de desigualtat social, incloent-hi la discriminació de gènere, el racisme, l'heterocentrisme i l'opressió de classe. Per l'autora, el poder s'ha de concebre en tres dimensions: primerament, entendre el poder com a dominació, per tal de fer visibles i entendre les relacions sistemàtiques de dominació i subordinació característiques del capitalisme tardà. En segon lloc, entendre el poder que les dones poden exercir fins i tot malgrat la seva subordinació, un poder que possibilita la resistència i l'empoderament quotidià. I, en tercer lloc, entendre el poder del col·lectiu, atès que és la col·lectivitat la que fa possible la resistència i la cohesió del moviment feminista i el vincula amb altres moviments afins, és a dir, entendre el poder de la solidaritat. Allen recorre a l'obra d'un conjunt divers de teòriques i teòrics del poder, com Michel Foucault, Judith Butler i Hannah Arendt per elaborar una nova concepció feminista del poder que il·lumini aquestes tres dimensions fonamentals: la dominació, la resistència i la solidaritat.
El 2008 va publicar The Politics of Our Selves: Power, Autonomy and Gender in Contemporary Critical Theory, on aprofundeix en la línia d'investigació iniciada en la seva obra anterior, però se centra més específicament en la relació entre el poder i l'autonomia en la constitució del subjecte. Dins la filosofia hi ha debat de si el subjecte és una construcció política basada en relacions de poder, i si això és així, quin és el marge d'autonomia que li queda al subjecte per poder transformar-se. És a dir, hi ha aparent contradicció en aquestes dues visions: la del subjecte com a producte del poder i la del subjecte com a agent autònom, perquè si el jo és constituït pel poder, l'autonomia és una il·lusió. Aquest debat es troba en autors com Michel Foucault i Jürgen Habermas, i en la teoria feminista en autores com Judith Butler i Seyla Benhabib. Allen, en aquest llibre, proposa desenvolupar un marc teòric que il·lumini ambdues dimensions de la política del jo: per una banda, fer una anàlisi de la subjecció que expliqui com el poder opera a internament per modelar i constituir la pròpia subjectivitat, i per l'altra, pensar una concepció de l'autonomia que expliqui la capacitat del subjecte per a la reflexió crítica i l'autotransformació, és a dir, la seva capacitat de ser autoconstituent. En definitiva, desenvolupa una proposta feminista dins la teoria crítica sobre el subjecte que faci justícia tant a les formes en què el jo és constituït pel poder, com la capacitat simultània d'autoconstituir-se.
El 2016 va publicar The End of Progress: Decolonizing the Normative Foundations of Critical Theory, on busca aportar a la teoria crítica. En sentit restringit, "teoria crítica" fa referència a l'escola de pensament iniciada a Frankfurt als anys trenta, de teoria social interdisciplinària, que segueix en curs actualment a Alemanya amb autors com Jürgen Habermas, Axel Honneth i Rainer Forst, i als Estats Units amb autors com Thomas McCarthy, Nancy Fraser i Seyla Benhabib. Allen, en aquest llibre, té com a objectiu crític mostrar com i per què aquesta escola continua vinculada a estratègies eurocèntriques i de forta fonamentació de la normativitat. Per l'altra banda, el seu propòsit principal és descolonitzar la teoria crítica de l'Escola de Frankfurt, de manera que aquest projecte pugui obrir-se als objectius i inquietuds de la teoria crítica postcolonial i descolonial. Per fer això, reflexiona entorn la idea de progrés històric. Els teòrics postcolonials i descolonials han desmuntat la idea de progrés històric com una fal·làcia eurocèntrica, imperialista i neocolonial. Tanmateix, molts dels pensadors contemporanis més destacats associats a l'Escola de Frankfurt han defensat idees de progrés, desenvolupament i modernitat, i fins i tot han convertit aquestes idees en elements centrals de les seves propostes normatives. Allen es planteja si pot sobreviure l'objectiu de transformació social radical de l'Escola de Frankfurt a aquesta crítica i com seria una teoria crítica descolonitzada; considera que aquesta obertura és fonamental per ser veritablement crítica, en el sentit de poder participar en una autocomprensió constant de les lluites i aspiracions de la nostra època postcolonial, entenent per postcolonial una era formalment descolonitzada però encara marcada pel neocolonialisme. En definitiva, vol descolonitzar la teoria crítica perquè considera que és el millor recurs de què disposem per assolir objectius socials emancipadors.

## Altres llibres publicats
- From Alienation to forms of life: the critical theory of Rahel Jaeggi, (Pennsylvania State University Press, 2018)[6]
- Justification and emancipation: the critical theory of Rainer Forst, (The Pennsylvania State University Press, 2019) amb Eduardo Mendieta[7]

- Critique on the couch: why critical theory needs psychoanalysis (Columbia University Press, 2021).[8]
- Power, Neoliberalism, and the Reinvention of Politics: The Critical Theory of Wendy Brown (The Pennsylvania State University Press, 2022) amb Eduardo Mendieta.[9]